# مسیر ایالتی ۷۴ (نیویورک–ورمانت)

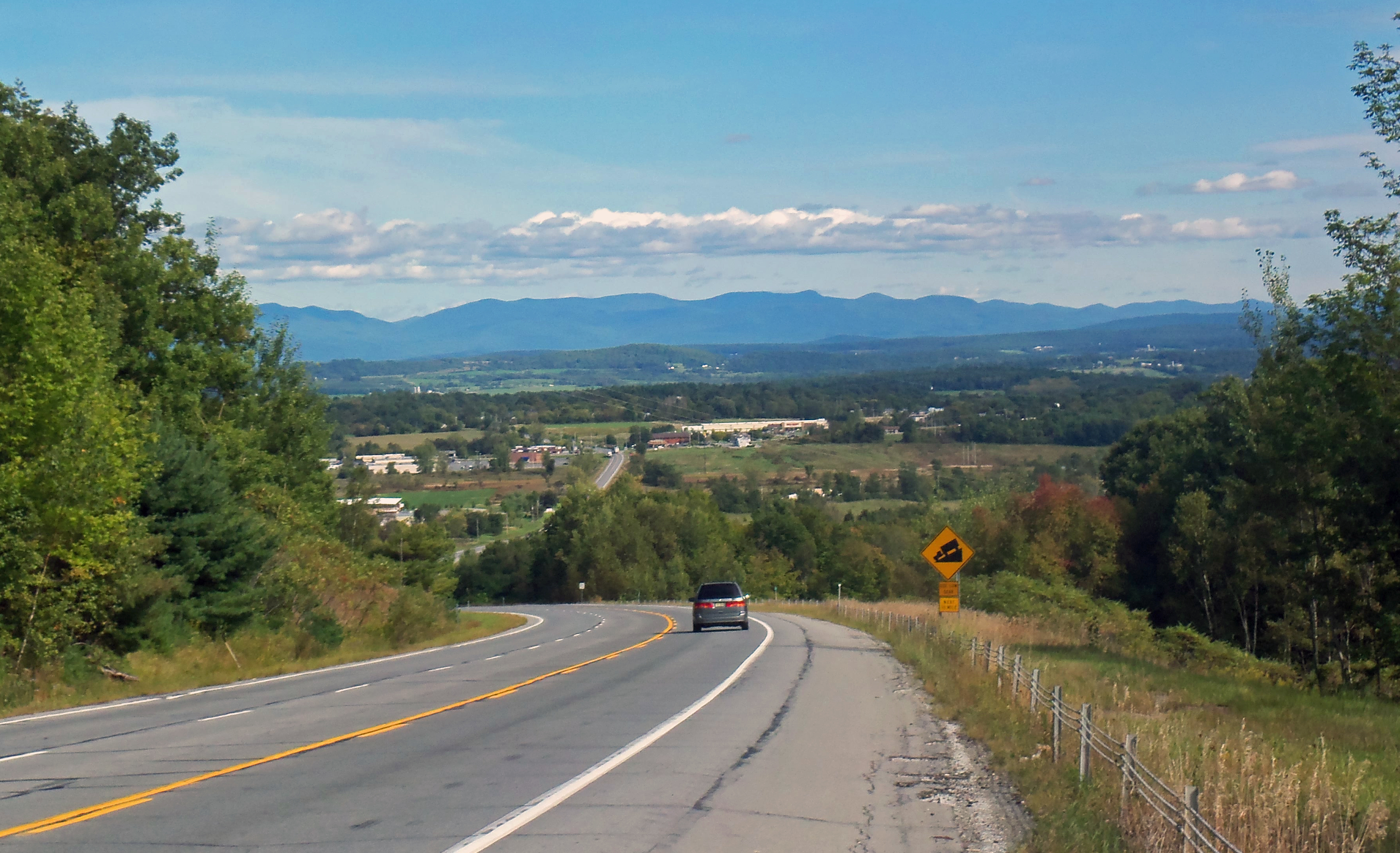
نگارهٔ یک بخش از بزرگراه «مسیر ۷۴ ورمونت» - ۲۰۱۱

مسیر ایالتی شماره ۷۴ نیویورک و مسیر شماره ۷۴ ورمونت مسیرهای مجاوری در بزرگراه ایالتی شمال شرق ایالات متحده امریکا هستند که با یکی از کشتی‌های کابلی باقیمانده در شمال امریکا به یکدیگر متصل شده‌اند. این مسیر مجموعاً ۳۵ مایل (۵۶ کیلومتر) است که اسکس نیویورک را به ادیسون ورمانت وصل می‌کند.